# Malësi e Madhe (distrito)
Malësi e Madhe (em albanês:  Rrethi i Malësisë së Madhe) é um dos 36 distritos da Albânia localizado na prefeitura de Shkodër. Sua capital é a cidade de Koplik. Situa-se no norte da Albânia junto à fronteira com Sérvia e Montenegro.